# لويس سيزار، كونت فيكسين
لويس سيزار دي بوربون (الفرنسية :Louis César de Bourbon, Comte du vexin؛ 20 يونيو 1672 - 10 يناير 1683) كان الكونت دو فيكسين الإبن الثالث للملك لويس الرابع عشر وعشيقته مدام دو مونتيسب كان رئيس الدير لسان دوني وسان جيرمان دي بري

## حياته
ولد لويس سيزار في شاتو دي شانتيه، الإبن الغير الشرعي الثالث للملك لويس الرابع عشر وعشيقته مدام دي مونتيسب. سمي على اسم يوليوس القيصر،  سمي أخوه الأكبر لويس أغسطس دي بوربون على اسم أغسطس القيصر ، ولاحقًا سمي لويس ألكسندر دي بوربون على اسم الإسكندر الأكبر.
وُلد لويس سيزار في وقت كانت فيه البلاط الملكي في حداد على الأميرة الفرنسية ماري تيريز ، التي عرفت بإسم الأميرة الملكية، التي توفيت في مارس 1672.

## وفاته
نشأ في رعاية مدام دو سكارون بجوار أشقائه، في 19 ديسمبر 1673 تم إضفاء الشرعية عليه بأسلوب صاحب السمو، وحصل على لقب كونت فيكسين، وبسبب أنه يعاني من تشويهات في العمود الفقري منذ الولادة، وبذلك قرر والده بأن يتجه الطفل إلى الكهنوتية، ومنح له والده لقب رئيس دير القديس دينيس، إلا أنه كان أصغر من أن يقوم بواجباته، وبالتالي ظل في بلاط والده، ومع ذلك حاول الأطباء مساعدته كثيراً إلا أنهم فشلوا، وأخيراً توفي بـ باريس في 10 يناير 1683 في عمر يناهز ال10 سنوات، ودفن في دير سان جيرمان دي بري.